# Naisau
Naisau is een bestuurslaag in het regentschap Belu van de provincie Oost-Nusa Tenggara, Indonesië. Naisau telt 401 inwoners (volkstelling 2010).